# Elżbieta Czerwińska (ekonomista)
Elżbieta Czerwińska z domu Prejzner (ur. 22 lipca 1925, zm. 30 sierpnia 2003 w Poznaniu) – polski profesor nauk ekonomicznych, kierownik Katedry Finansów Przedsiębiorstw Akademii Ekonomicznej w Poznaniu.

## Życiorys
W 1950 rozpoczęła pracę na Wyższej Szkole Ekonomicznej w Poznaniu (późniejszej Akademii Ekonomicznej, obecnie Uniwersytecie Ekonomicznym). Rozprawę doktorską pt. „Samodzielność finansowa przedsiębiorstwa państwowego” obroniła w 1961, jej promotorem był prof. Janusz Wierzbicki. Następnie pracowała z prof. Józefem Zajdą w nowo utworzonym Zakładzie Finansowania Przedsiębiorstw WSE, którego kierownikiem została w 1971. Z jej inicjatywy zakład ten w 1990 został przekształcony w Katedrę Finansów Przedsiębiorstw. Oprócz badań naukowych z dziedziny ekonomii, zajmowała się także jakością kształcenia, czego efektem były m.in. publikacje z tej dziedziny a także Pracownia Gier Ekonomicznych. Była również przewodniczącą Senackiej Komisji Bibliotecznej Biblioteki Głównej AE. Wypromowała 7 doktorów, z których 6 zostało pracownikami AE w Poznaniu (m.in. dr hab. Jacek Mizerka, kierownik Katedry Finansów Przedsiębiorstw od 2014). Jest autorką ponad 100 publikacji.
Była siostrą profesor Eugenii Sobkowskiej i żoną profesora Zbigniewa Czerwińskiego, również ekonomisty z AE w Poznaniu.

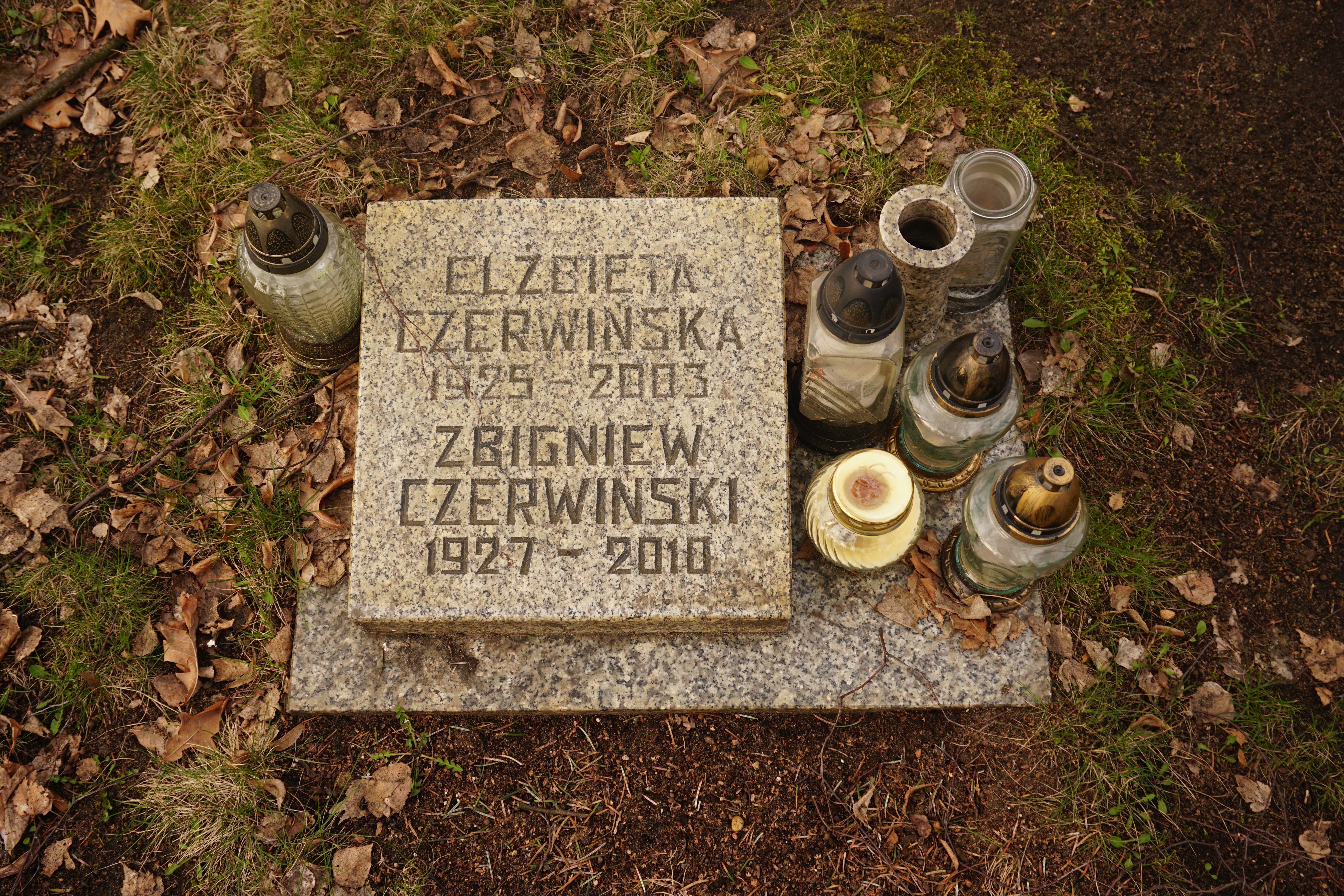
Grób profesorów Elżbiety i Zbigniewa Czerwińskich na Cmentarzu Junikowskim

Została pochowana na Cmentarzu Junikowo w Poznaniu (pole 5-5-39-3).